# Shankhanagar
Shankhanagar è una suddivisione dell'India, classificata come census town, di 6.894 abitanti, situata nel distretto di Hooghly, nello stato federato del Bengala Occidentale. In base al numero di abitanti la città rientra nella classe V (da 5.000 a 9.999 persone).

## Geografia fisica
La città è situata a 22° 58' 28 N e 88° 23' 05 E.

## Società

### Evoluzione demografica
Al censimento del 2001 la popolazione di Shankhanagar assommava a 6.894 persone, delle quali 3.618 maschi e 3.276 femmine. I bambini di età inferiore o uguale ai sei anni assommavano a 1.021, dei quali 537 maschi e 484 femmine. Infine, coloro che erano in grado di saper almeno leggere e scrivere erano 4.082, dei quali 2.399 maschi e 1.683 femmine.